# Blue Blot
Blue Blot est un groupe belge de blues rock, actif entre 1986 et 2000.

## Histoire
Le groupe est formé par le meneur Luke Walter Jr. et est influencé par le blues rock et la musique soul, avec un accent sur les hits. Ils signent avec Ace, un petit label belge et sortent leur premier album, Shopping for Love en 1987. Le groupe est signé par BMG / Ariola et connait un succès commercial en Allemagne et en Scandinavie avec les albums Bridge to Your Heart et Where Do We Go et une reprise de Hold the Line de Toto. En 1993, Walter Jr. est diagnostiqué d'une leucémie, et quitte le groupe pour être remplacé par Steve Clisby. Il mène ensuite une carrière solo, mais décède en 1996.

## Discographie

### Albums studio
- 1987 : Shopping For Love
- 1991 : Bridge to your Heart
- 1992 : Where Do We Go
- 1994 : Yo Yo Man
- 1996 : Blue Blot[1]

### Albums live
- 1993 : Live[1]

### Compilations
- 2000 : Blunk[1]
- 2008 : Hit Collection[7]